# Synanthedonini
Synanthedonini zijn een geslachtengroep van de wespvlinders (Sesiidae). 

## Taxonomie
Bij de tribus zijn de volgende geslachten ingedeeld:
- Synanthedon Hübner, 1819
- Ravitria Gorbunov & Arita, 2000
- Kantipuria Gorbunov & Arita, 1999
- Kemneriella Bryk, 1947
- Ichneumenoptera Hampson, 1893
- Paranthrenella Strand, 1916
- Anthedonella Gorbunov & Arita, 1999
- Schimia Gorbunov & Arita, 1999
- Uncothedon Gorbunov & Arita, 1999
- Palmia Beutenmüller, 1896
- Podosesia Möschler, 1879
- Sannina Walker, 1856
- Nyctaegeria Le Cerf, 1914
- Carmenta Edwards, 1881
- Penstemonia Engelhardt, 1946
- Camaegeria Strand, 1914
- Malgassesia Le Cerf, 1922
- Lophoceps Hampson, 1919
- Tipulamima Holland, 1893
- Rodolphia Le Cerf, 1911
- Alcathoe Edwards, 1882
- Pseudalcathoe Le Cerf, 1916
- Macrotarsipus Hampson, 1893
- Grypopalpia Hampson, 1919
- Hymenoclea Engelhardt, 1946
- Euryphrissa Butler, 1874
- Leptaegeria Le Cerf, 1916
- Aegerina Le Cerf, 1917
- Stenosphecia Le Cerf, 1917
- Bembecia Hübner, 1819
- Pyropteron Newman, 1832
- Dipchasphecia Capuse, 1973
- Chamaesphecia Spuler, 1910
- Weismanniola Naumann, 1971
- Ichneumonella Gorbunov & Arita, 2005
- Crinipus Hampson, 1896